# Kostarowce
Kostarowce is een plaats in het Poolse district  Sanocki, woiwodschap Subkarpaten. De plaats maakt deel uit van de gemeente Sanok en telt 720 inwoners.